# كوباس
كوباس (بالإنجليزية: Kouppas أو Couppas) (بالإغريقية: Μηχανοποιείον Αχινοιεέας Κούππας Α.Ε.، Achilleas Kouppas Machine Manufacturing AE ). هي شركة يونانية كانت تاريخيًا من أشهر مصنعي الآلات والمعدات الصناعية اليونانية، تأسست في مدينة بيرايوس عام 1882م.
اشتهرت شركة كوباس بتجهيز وإمداد المصانع في جميع أنحاء اليونان بالإضافة إلى بعض المشاريع في الشرق الأوسط، حيث كانت تقوم بتصميم وبناء آلات ثقيلة متخصصة. شملت مجالات مُعدات تكرير النفط (في مشاريع في إيران والعراق ومصر وتونس والكونغو) والغلايات (منتجها التجاري الأكثر شهرة)، وفي عام 1972، قدمت نموذج لمدحلة طرق بوزن 14 طنًا، مدعومًا بمحرك سكودا ديزل.
كانت كوباس واحدة من الشركات الأكثر تضرراً من أزمة الثمانينيات في الصناعة اليونانية. فبعد مشاكل مالية خطيرة، توقفت عن العمل في عام 1987م (بعد 105 سنوات من تأسيسها)، لتصبح إحدي الشركة اليونانية التاريخية الأخرى التي توقفت عن العمل. في عام 1995م، تم الاستحواذ على مرافقها من قِبل شركة (BIEX Metal Constructions AE وشركة Procter & Gamble Hellas AE).